# Johan Djourou
Johan Djourou-Gbadjere (sinh ngày 18 tháng 1 năm 1987 tại Abidjan, Bờ Biển Ngà) hay ngắn gọn là Johan Djourou là một cầu thủ bóng đá người Thụy Sĩ gốc Bờ Biển Ngà. Anh từng chơi ở vị trí Tiền vệ phòng ngự tại câu lạc bộ Etoile Carouge, nhưng sau khi chuyển đến Arsenal, anh chuyển sang làm một Trung vệ. Anh thỉnh thoảng được xếp chơi ở vị trí hậu vệ biên và cũng chơi một vài trận trên hàng tiền vệ khi được cho Birmingham City mượn.

## Thống kê sự nghiệp

### Câu lạc bộ
Tính đến 21 tháng 7 năm 2018
| Câu lạc bộ             | Mùa giải            | Giải đấu | Giải đấu | Cup  | Cup | League Cup | League Cup | Châu Âu | Châu Âu | Tổng cộng | Tổng cộng |
| Câu lạc bộ             | Mùa giải            | Trận     | Bàn      | Trận | Bàn | Trận       | Bàn        | Trận    | Bàn     | Trận      | Bàn       |
| ---------------------- | ------------------- | -------- | -------- | ---- | --- | ---------- | ---------- | ------- | ------- | --------- | --------- |
| Arsenal                | 2004–05             | 0        | 0        | 0    | 0   | 3          | 0          | 0       | 0       | 3         | 0         |
| Arsenal                | 2005–06             | 7        | 0        | 2    | 0   | 3          | 0          | 0       | 0       | 12        | 0         |
| Arsenal                | 2006–07             | 21       | 0        | 1    | 0   | 3          | 0          | 5       | 0       | 30        | 0         |
| Arsenal                | 2007–08             | 2        | 0        | 0    | 0   | 1          | 0          | 0       | 0       | 3         | 0         |
| Arsenal                | 2008–09             | 15       | 0        | 4    | 0   | 2          | 0          | 8       | 0       | 29        | 0         |
| Arsenal                | 2009–10             | 1        | 0        | 0    | 0   | 0          | 0          | 0       | 0       | 1         | 0         |
| Arsenal                | 2010–11             | 22       | 1        | 3    | 0   | 6          | 0          | 6       | 0       | 37        | 1         |
| Arsenal                | 2011–12             | 18       | 0        | 1    | 0   | 2          | 0          | 6       | 0       | 27        | 0         |
| Arsenal                | 2012–13             | 0        | 0        | 0    | 0   | 2          | 0          | 0       | 0       | 2         | 0         |
| Tổng cộng              | Tổng cộng           | 86       | 1        | 11   | 0   | 22         | 0          | 25      | 0       | 140       | 1         |
| Birmingham City (mượn) | 2007–08             | 13       | 0        | 0    | 0   | 0          | 0          | 0       | 0       | 13        | 0         |
| Hannover 96 (mượn)     | 2012–13             | 14       | 0        | 0    | 0   | –          | –          | 2       | 0       | 16        | 0         |
| Hamburger SV (mượn)    | 2013–14             | 24       | 0        | 2    | 0   | –          | –          | –       | –       | 26        | 0         |
| Hamburger SV           | 2014-15             | 34       | 0        | 2    | 0   | –          | –          | –       | –       | 36        | 0         |
| Hamburger SV           | 2015-16             | 26       | 2        | 0    | 0   | –          | –          | –       | –       | 26        | 2         |
| Hamburger SV           | 2016-17             | 14       | 0        | 2    | 0   | –          | –          | –       | –       | 16        | 0         |
| Tổng cộng              | Tổng cộng           | 98       | 2        | 6    | 0   | 0          | 0          | 0       | 0       | 104       | 2         |
| Antalyaspor            | 2017-18             | 18       | 1        | 0    | 0   | –          | –          | –       | –       | 18        | 1         |
| Tổng cộng sự nghiệp    | Tổng cộng sự nghiệp | 229      | 4        | 17   | 0   | 22         | 0          | 27      | 0       | 297       | 4         |

### Bàn thắng cho đội tuyển quốc gia
Bàn thắng của Thụy Sĩ được ghi trước.
| #  | Ngày                | Địa điểm                                | Đối thủ    | Bàn thắng | Kết quả | Giải đấu            |
| -- | ------------------- | --------------------------------------- | ---------- | --------- | ------- | ------------------- |
| 1. | 7 tháng 9 năm 2010  | Sân vận động Wörthersee, Klagenfurt, Áo | Nhật Bản   | 3–3       | 3–4     | Giao hữu            |
| 2. | 9 tháng 10 năm 2015 | AFG Arena, St. Gallen, Thụy Sĩ          | San Marino | 4–0       | 7–0     | Vòng loại Euro 2016 |